# Kolten Wong
Pour les articles homonymes, voir Wong.
Kolten Kaha Wong (né le 10 octobre 1990 à Hilo, Hawaii, États-Unis) est un joueur de deuxième but des Ligues majeures de baseball qui évolue avec les Mariners de Seattle.

## Carrière
Kolten Wong joue au baseball au Kamehameha High School de Keaʻau, à Hawaï lorsqu'il est repêché par les Twins du Minnesota au 16e tour de sélection en 2008. Il repousse l'offre et rejoint les Rainbow Warriors de l'Université d'Hawaï à Mānoa. Les Cardinals de Saint-Louis en font leur choix de première ronde en 2011 et Wong, 22e joueur repêché cette année-là par un club du baseball majeur, est mis sous contrat par l'équipe.
Durant ses années dans les ligues mineures, Wong apparaît deux fois sur la liste des 100 meilleurs joueurs d'avenir compilée annuellement par Baseball America. On le retrouve aux 93e et 84e rangs du palmarès avant les saisons de baseball 2012 et 2013, respectivement,.

### Saison 2013
En juillet 2013, il prend part au match des étoiles du futur au Citi Field de New York,.
Kolten Wong fait ses débuts dans le baseball majeur le 16 août 2013 avec les Cardinals de Saint-Louis. Son premier coup sûr dans les grandes ligues est réussi le 19 août suivant contre le lanceur Marco Estrada des Brewers de Milwaukee. Wong est le premier Hawaiien à évoluer pour les Cardinals depuis Joe DeSa en 1980,.
Kolten Wong n'a qu'une seule présence au bâton en Série mondiale 2013 contre les Red Sox de Boston. Cette présence résulte en un simple. Il réussit aussi un vol de but. Les Cardinals l'utilisent comme coureur suppléant en neuvième manche  lors de la quatrième partie le 27 octobre et il est retiré par un relais du lanceur Koji Uehara au premier but, ce qui conclut la partie et donne la victoire aux Red Sox. Ceci marque la première fois dans l'histoire des Séries mondiales qu'une partie se termine de telle façon.

### Saison 2014
Wong frappe pour ,333 de moyenne au bâton en mai 2014 et est élu meilleure recrue du mois dans la Ligue nationale. 
À sa saison recrue en 2014, Wong maintient une moyenne au bâton de ,249 avec 100 coups sûrs, 12 circuits, 42 points produits et 20 buts volés en 24 tentatives. Il réussit son premier circuit dans les majeures le 3 juin contre le lanceur James Shields des Royals de Kansas City. Avec son premier circuit en éliminatoires, une claque de deux points en 7e manche du match du 6 octobre 2014, Wong permet aux Cardinals de remporter une victoire de 3-1 sur les Dodgers de Los Angeles et de prendre les devants 2-1 dans leur Série de divisions. Le 12 octobre suivant, son dramatique circuit en fin de 9e manche face à Sergio Romo des Giants de San Francisco permet à Saint-Louis de remporter un match serré, le deuxième de la Série de championnat de la Ligue nationale.
En mars 2016, Wong signe une prolongation de contrat de 5 ans qui le lie aux Cardinals jusqu'en 2020, avec une option pour la saison 2021.

### Brewers de Milwaukee
À la fin de la saison 2020, les Cardinals de Saint-Louis déclinent la clause de 12,5 millions de dollars pour prolonger le contrat du joueur de deuxième but et font de Kolten Wong un agent libre. À 30 ans, le joueur, considéré comme l’un des meilleurs défenseurs de la ligue, est recruté par les Brewers de Milwaukee avec un contrat de deux ans d'une valeur de 26 millions de dollars.